# Kościół ewangelicko-augsburski w Kępnie
Kościół ewangelicko-augsburski w Kępnie – kościół parafialny parafii Ewangelicko-Augsburskiej w Kępnie należący do diecezji pomorsko-wielkopolskiej Kościoła Ewangelicko-Augsburskiego w RP.

## Historia i architektura
Obecna murowana świątynia została poświęcona w dniu 8 października 1863 roku. Z okazji jubileuszu 250-lecia istnienia parafii kościół został gruntownie odnowiony.
Budowla reprezentuje styl neoromański. Charakteryzuje się smukłą wieżą.
Organy wybudowała w XIX wieku firma Spiegel. W latach 60. instrument był strojony lub remontowany przez Stafana Fiołkę z Kępna.